# Недоступ Костянтин Костянтинович
Костянти́н Костянти́нович Недоступ — старший солдат Збройних Сил України, учасник російсько-української війни, який загинув під час російського вторгнення в Україну.

## Життєпис
Народився й виріс у селищі Драбів на Черкащині, закінчив Драбівську школу, потім навчався у Черкаському вищому професійному училищі будівельних технологій.
Після закінчення навчання підписав контракт зі Збройними Силами України, пішов захищати Україну на схід у зону АТО, де проходив службу в штурмовому батальйоні «Айдар».
Із початком російського вторгнення в Україну в 2022 році продовжив службу в закріпленій військовій частині навідником штурмового відділення взводу штурмової роти.
Загинув 8 травня 2022 року у віці 21 року. 
Похований у селищі Драбів на Черкащині.

## Нагороди
- Медаль «За військову службу Україні» (31.10.2022) (посмертно) — за особисту мужність і самовіддані дії, виявлені у захисті державного суверенітету та територіальної цілісності України, вірність військовій присязі.[3]